# 淮安大桥 (福州)
淮安大桥，是位于中国福建省福州市的一座的斜拉桥，跨越闽江北港，连接闽侯县和仓山区，是福州市三环快速路的控制性工程和主跨最大的桥梁。大桥全长640米，主塔高115米，主跨长416米，桥面宽40米，设双向六车道和人行非机动车道。于2012年1月2日建成通车。

## 设计
大桥位于闽江和乌龙江交汇处下游约1.8公里处，北起闽侯县荆溪镇永丰村，向西南依次跨越洪甘路、闽江、规划建设的上下店路延伸段淮安头规划环岛路，止于淮安侧三环线主线落地点。大桥全长640米，桥型为双塔双索面混合梁斜拉桥，主跨416米，桥面宽40米，设双向六车道，两侧还分别设有2.5米宽的人行道，人行道两侧安装不锈钢栏杆，其中外侧高1.2米，内侧高0.8米。两座主塔均为A型塔，塔高115米。

## 建设进程
大桥工程施工方为中交第二航务工程局有限公司，于2010年4月10日动工。 南岸主塔于2011年10月25日封顶，北岸主塔于同月27日封顶。 主桥于2011年11月20日正式合龙。 淮安大桥于2012年1月2日举行了通车仪式，标志着福州市三环快速路主线全面通车，并于1月3日零时起正式向社会车辆开放。